# Danny Liedtke

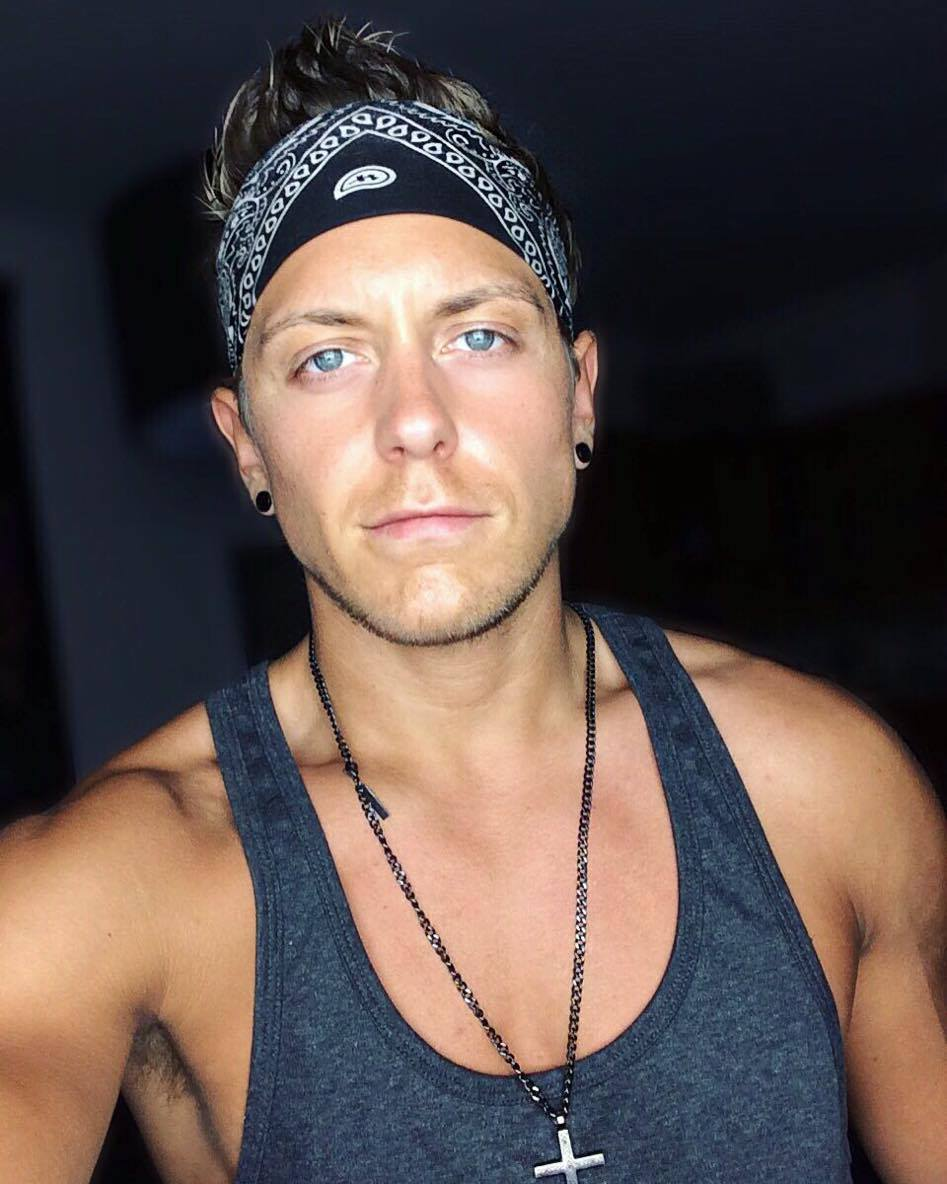
Danny Liedtke (2016)

Danny Liedtke (* 31. März 1990 in Wippra in Sachsen-Anhalt) ist ein deutscher Schauspieler.

## Leben und Karriere
Liedtke schloss im Jahr 2007 die Sekundarschule 2 mit dem Realschulabschluss ab. Im Anschluss begann er eine duale Ausbildung zum Sozialassistenten an der Berufsschule Aschersleben-Staßfurt „WEMA“, die er nach einem Jahr aufgrund seiner Hämatophobie abbrechen musste. Bis zu Beginn seiner neuen Ausbildung zum Zerspanungsmechaniker bei der UNIMA in Walbeck hielt er sich mit Gelegenheitsjobs u. a. als Verkäufer über Wasser. Während seiner Ausbildungszeit nahm er an einem filmpool-Casting teil. Kurz vor Ende seiner Ausbildung bekam er das Angebot, für zwei Monate nach Ibiza zu gehen, um für X-Diaries zu drehen.
Im August 2012 zog Liedtke nach Köln um. Später war er zunächst als Set-Runner bei Privatdetektive im Einsatz tätig und arbeitete nach kurzer Zeit als Skripter.
Im Dezember 2012 bekam er das Angebot, mit seiner Rolle aus X-Diaries in den Hauptcast der Reality-Seifenoper Köln 50667 des Fernsehsenders RTL II einzusteigen, wo er als Kevin Bochow in Folge 38 zum ersten Mal in Erscheinung trat, im April 2022 schied er mit Folge 2346 aus der Serie aus, und kehrte mit Folge 2880 im Juni 2024 zurück, und schied mit Folge 2980 im Mai 2025 endgültig aus, wie er kurz danach in einem Statement erklärte.
Im August 2021 nahm Liedtke an der neunten Staffel von Promi Big Brother auf Sat.1 teil und belegte den dritten Platz.

## Filmografie (Auswahl)
- 2012: X-Diaries/Summerhouse als Kevin Bochow
- 2013–2022, 2024–2025: Köln 50667 als Kevin Bochow
- 2018: Leben.Lieben.Leipzig als Kevin Bochow
- 2019: Ingo Kantorek – Ein Leben voller Leidenschaft (Dokumentation)
- 2021: Promi Big Brother (Kandidat)